# Biropteris antri-jovis
Biropteris antri-jovis là một loài dương xỉ trong họ Aspleniaceae. Loài này được Kümmerle mô tả khoa học đầu tiên năm 1922.
Danh pháp khoa học của loài này chưa được làm sáng tỏ. 